# Discospermum
Discospermum é um género botânico pertencente à família Rubiaceae.

## Espécies
- Discospermum abnorme (Korth.) S.J.Ali & Robbr.
- Discospermum apiocarpum Dalzell ex Hook.f.
- Discospermum beccarianum (King & Gamble) S.J.Ali & Robbr.
- Discospermum javanicum (Miq.) Kuntze
- Discospermum polyspermum (Valeton) Ruhsam
- Discospermum sphaerocarpum Dalzell ex Hook.f.
- Discospermum whitfordii (Elmer) S.J.Ali & Robbr.